# Gourgeon
Gourgeon település Franciaországban, Haute-Saône megyében. Lakosainak száma 178 fő (2022. január 1.). Gourgeon Combeaufontaine, Cornot, Lavigney, Melin és Semmadon községekkel határos.

## Népesség
A település népességének változása:
| Lakosok száma | 230  | 229  | 239  | 208  | 192  | 186  | 180  | 175  | 178  |
|               | 2013 | 2015 | 2016 | 2017 | 2018 | 2019 | 2020 | 2021 | 2022 |